# Mitsuo Tsukahara
Mitsuo Tsukahara (en japonès: 塚原 光男 (Tokio, Japón 1947) es un antiguo gimnasta artístico japonès, ganador de nueve medallas olímpicas, cinco de ellas de oro, entre los juegos olímpicos de México, Múnich y Montreal.

## Biografía
Nació el 22 de diciembre de 1947 en la ciudad de Tokio. Contrajo matrimonio con la también gimnasta Chieko Oda. Después de abandonar la práctica activa de la gimnasia Ha permanecido conectado al mundo de la gimnasia a través de su hijo, Naoya Tsukahara, también gimnasta y también campeón olímpico. En noviembre de 2009, el Gobierno de Japón le concedió la Medalla de Honor con distintivo púrpura.

## Carrera deportiva
Con 20 años participó por primera vez en unos Juegos Olímpicos, en México 1968, donde ganó, con Japón, la medalla de oro en la prueba por equipos, además de quedar cuarto en la modalidad de suelo y anillas (con los que consiguió sendos diplomas olímpicos. 
En los Juegos Olímpicos de Múnich 1972, se hizo con tres medallas: dos de oro en las pruebas de equipo y barra fija y una medalla de bronce en la prueba de anillas. 
En los Juegos Olímpicos de Montreal 1976, se produjo su última participación olímpica, en la que obtuvo cinco medallas, repitió los dos oros de la anterior olimpiada en por equipos (fue su tercera medalla de oro por equipo consecutiva) y en la barra fija, la medalla de plata en la modalidad salto de potro y la medalla de bronce en la prueba individual y en paralelas.
A lo largo de su carrera deportiva ganó también seis medallas en Campeonato Mundial de Gimnasia Artística, de las cuales cuatro fueron de oro.
El nombre de Tsukahara es uno de los más famosos de la gimnasia al estar asociado al salto Tsukahara, que tiene una entrada de lado y, tras un cuarto de giro, continúa con un mortal hacia atrás. Este movimiento se ha ido sofisticando hasta la saciedad añadiéndole giros al mortal. Lo realizó por primera vez en 1970, durante los mundiales de Liubliana.